# Mohana Singh

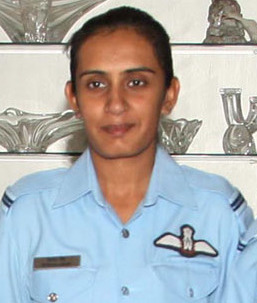
Mohana Singh (2016)

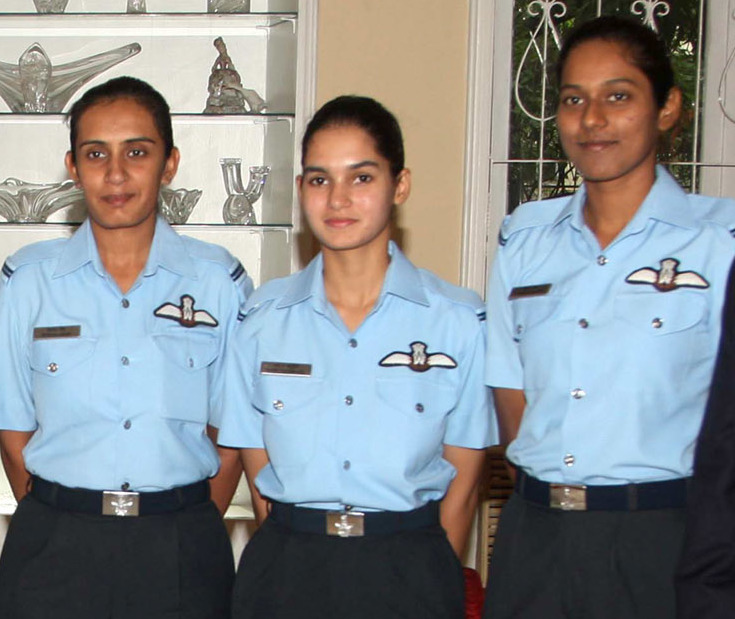
Mohana Singh, Avani Chaturvedi, Bhawana Kanth (l-r)

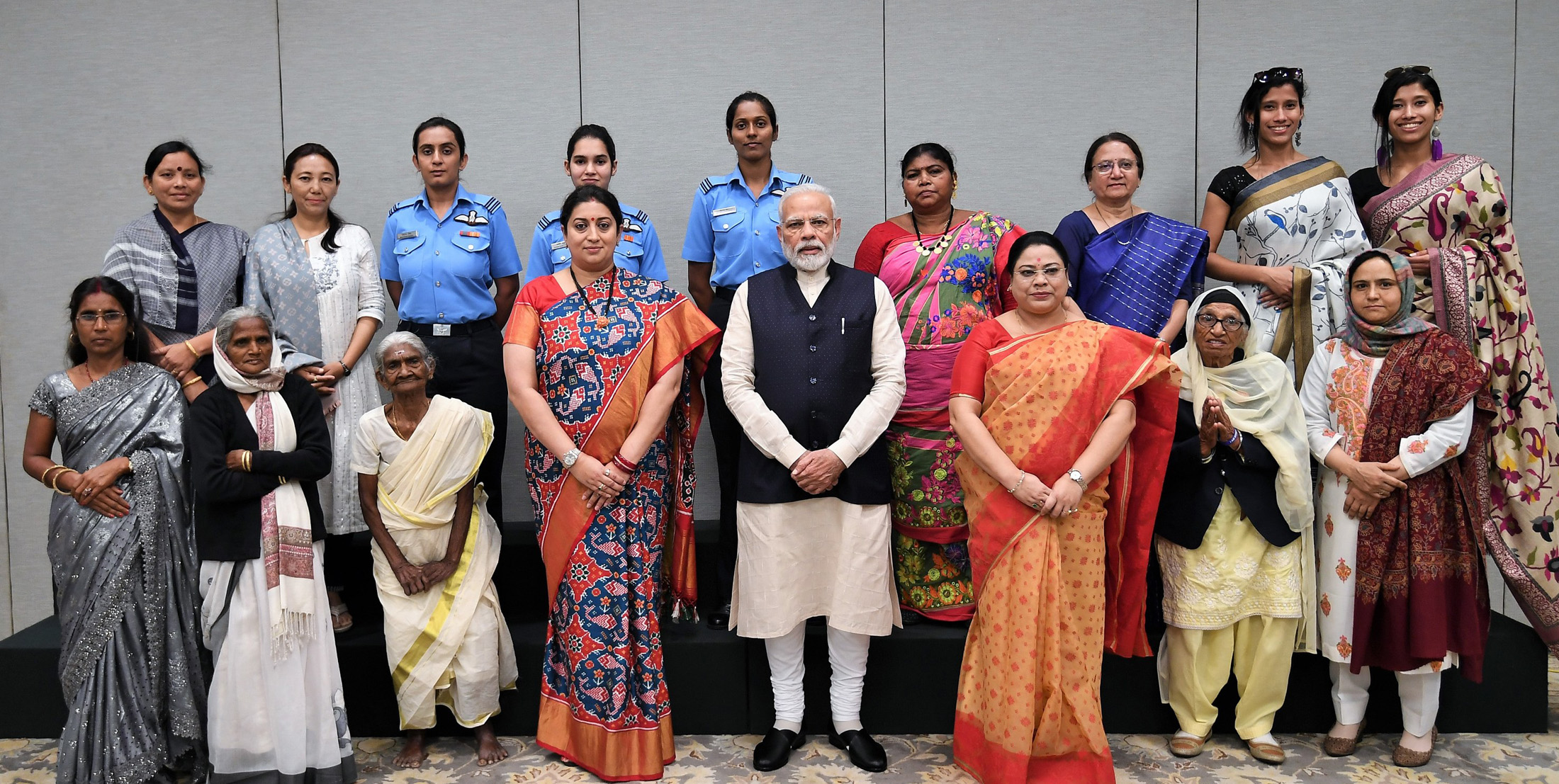
Premierminister Narendra Modi mit den Preisträgerinnen des Nari Shakti Puraskar in Neu-Delhi am 8. März 2020

Mohana Singh Jitarwal (Hindi मोहना सिंह जीतरवाल; * 22. Januar 1992 in Jhunjhunu im Bundesstaat Rajasthan) ist eine indische Kampfpilotin. Sie, Bhawana Kanth und Avani Chaturvedi wurden 2016 (als erste Frauen) vom damaligen Verteidigungsminister Manohar Parrikar für das Jagdgeschwader der indischen Luftstreitkräfte dienstverpflichtet.

## Leben und Wirken
Mohana Singhs Vater und ihr Großvater (dem posthum die militärische Auszeichnung Vir Chakra verliehen wurde) dienten bei den indischen Luftstreitkräften. Ihre Mutter ist Lehrerin und Hausfrau. Mohana Singh schloss ihre Ausbildung an der Air Force School in Neu-Delhi ab und erlangte 2016 den Bachelor für Elektronik und Kommunikationstechnik am Global Institute of Management and Emerging Technologies in Amritsar. Im gleichen Jahr absolvierte sie mit zwei weiblichen und ansonsten männlichen Kollegen eine anspruchsvolle Ausbildung auf dem IAF-Stützpunkt in Hakimpet, Telangana.
Im Juni 2019 sorgte Mohana Singh für Schlagzeilen, da sie als Kampfpilotin für die Hawk Mk.132 zugelassen wurde. Zu diesem Zeitpunkt hatte sie über 380 Flugstunden ohne Zwischenfälle absolviert und sowohl den Luft-Luft- als auch den Luft-Boden- Kampfmodus gemeistert. Sing flog eine MiG-21 Bison, bevor sie als Luftwaffenmajor zur Eliteeinheit Flying Bullets No. 18 Squadron IAF stieß. Sie fliegt ein überschallschnelles Mehrzweckkampfflugzeug, nämlich die von Hindustan Aeronautics entwickelte HAL Tejas. Nach Angaben der Nachrichtenagentur ANI war die 32-jährige Teil des  Manövers „Tarang Shakti“ in Jodhpur.

## Auszeichnungen
Am 9. März 2020 wurde Mohana Singh vom indischen Präsidenten Ram Nath Kovind zusammen mit Avani Chaturvedi und Bhawana Kanth mit dem Nari Shakti Puraskar ausgezeichnet.

## Filme
Der indische Dokumentarfilm Women Fighter Pilots von 2019 (englisch) berichtet über Mohana Singh und ihre beiden Kolleginnen Avani Chaturvedi und Bhawana Kanth.